# Estación de Famalicão
La Estación Ferroviaria de Famalicão, más conocida como Estación de Famalicão, es una plataforma ferroviaria de la Línea del Miño, que sirve a la localidad de Vila Nova de Famalicão, en Portugal; hasta 1995, también dio vinculación a la Línea de Porto a Póvoa y Famalicão.

## Características

### Localización y accesos
Se encuentra en la localidad de Vila Nova de Famalicão, junto a la Avenida Heróis de Monsanto.

### Descripción física
En 2010, existían, en esta plataforma, tres vías de circulación, con 601, 577 y 516 metros de longitud; las plataformas presentaban 270 y 265 metros de extensión, y una altura de 90 centímetros.